# Olympische Winterspiele 1964/Eishockey
Das olympische Eishockeyturnier der Olympischen Winterspiele 1964 in Innsbruck, Österreich, gilt zugleich als 31. Eishockey-Weltmeisterschaft sowie 42. Eishockey-Europameisterschaft. Die Spiele fanden im Zeitraum vom 27. Januar bis 9. Februar statt. 16 Mannschaften nahmen an diesem Turnier teil.
Teilnahmeberechtigt waren die sieben Mannschaften der A-Gruppe der Eishockey-Weltmeisterschaft 1963 (die beiden deutschen Teams mussten wieder ausspielen, wer das geteilte Deutschland bei Olympia vertritt, wobei sich die Bundesrepublik gegen die DDR durchsetzen konnte) sowie die ersten vier Teams der B-Gruppe sowie Österreich als Gastgeber. Die restlichen vier Plätze sollten in vier weiteren Qualifikationsduellen ausgespielt werden.
Das Turnier startete mit einer Ausscheidungsrunde, wobei die Sieger dieser Runde um die Plätze 1 bis 8 spielten (A-Gruppe genannt), die Verlierer um die Plätze 9–16 (B-Gruppe genannt). Die Paarungen wurden anhand einer Setzliste zusammengestellt, die sich größtenteils an den Platzierungen der Vorjahres-WM orientierte.
Zum zweiten Mal Olympiasieger wurde die UdSSR, die das Turnier überlegen gewann. Kanada blieb zum ersten Mal überhaupt, Titelverteidiger USA zum ersten Mal seit 1948 ohne Olympiamedaille.

## Vorschau

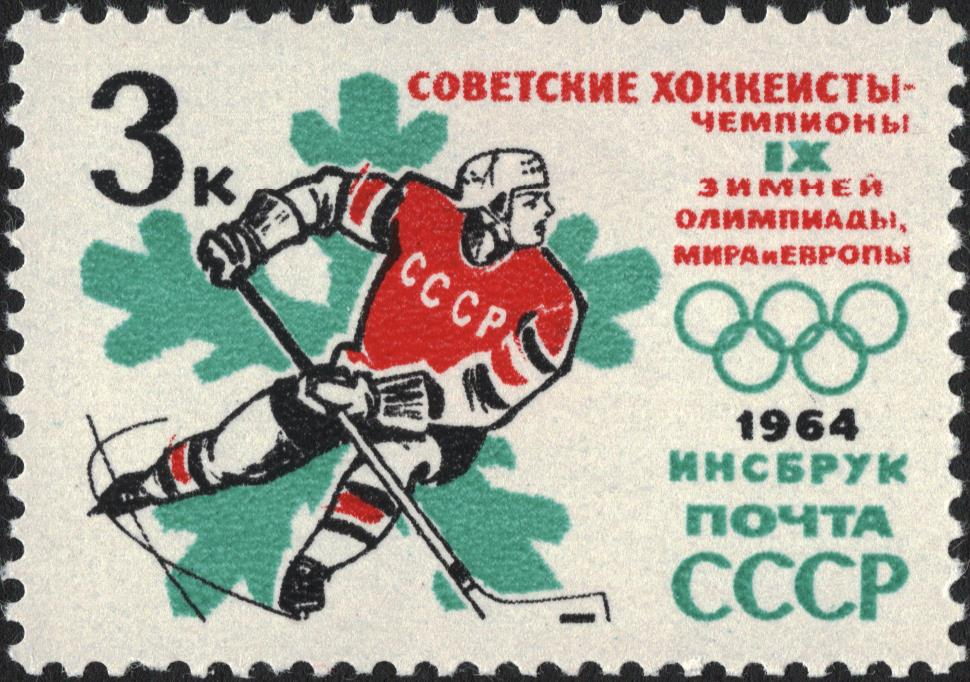
Sowjetische Briefmarke zum olympischen Eishockeyturnier 1964

Der »Sport-Zürich« ging in seiner Ausgabe vom 29. Januar 1964 davon aus, dass die Sowjetunion, die ČSR und Schweden in dieser Reihenfolge die Favoriten seien, weiters Kanada zu berücksichtigen sei, und die übrigen Nationen als „unter ferner spielen“ kategorisiert werden und diese niemals in den Kampf um die ersten vier Plätze eingreifen könnten. Auch die Frage wurde aufgeworfen, ob derjenige Olympiasieger werden könnte, der die Sowjetunion schlägt. Diese hätte sich besser als je zuvor vorbereitet und über die Jahreswende – wie auch die Schweden und die ČSR – eine ausgedehnte Spielserie nach Kanada und Nordamerika unternommen, um am überseeischen Eishockey Maß zu nehmen. Erst kürzlich wäre in Moskau Kanada deutlich besiegt worden.

Nach den von Kanada bisher gezeigten Leistungen scheine es ausgeschlossen, dass der Versuch, endlich einmal eine Auswahl und nicht eine verstärkte Klubmannschaft als Landesvertreter zu entsenden, zu einem guten Ende führen könne. Zwar habe Coach Father David Bauer alle Anstrengungen unternommen, stehe mit seinem Studententeam seit Mitte September permanent im Training, doch seien die Leute größtenteils jung, vorwiegend unerfahren.

Gesamt werde entscheidend sein, dass niemand einen schwachen Tag haben dürfte, keiner dürfe sich nur die geringste Blöße geben.

Hinsichtlich der Möglichkeit, dass es Punktegleichheit geben werde, was zuletzt bei den Weltmeisterschaften 1961 und 1963 der Fall war, habe zu einer Präzisierung der Regeln geführt. Demnach müsse bei Punktegleichheit ein Entscheidungsspiel mit Verlängerung ausgetragen werden – und würde dieser Stichkampf unentschieden enden, sei die Tordifferenz ausschlaggebend, und hier nicht mehr (wie bisher) mit den Spielen unter den ersten Fünf, sondern nur noch unter den ersten Vier.

Kritikpunkt seien noch die übertriebenen Anforderungen auf Grund des dichten Turnierprogramms, welche wenig mit den von IOC-Präsident Avery Brundage in Erinnerung gerufenen Weisungen bezüglich Amateureigenschaften gemeinsam hätten, und vor allem die kleineren Nationen wären hier gegen die übrigen, die seit Oktober praktisch nichts anderes täten, als Eishockey zu spielen, klar im Nachteil.

## Austragungsorte
| Olympia-Eisstadion          | Messehalle B |
| --------------------------- | ------------ |
| Olympiahalle                | Messehalle   |
| Kapazität: 10.836 Zuschauer |              |

## Qualifikationsspiele

### Innerdeutsche Qualifikation
| 6. Dezember 1963 20:00 Uhr | BR Deutschland Paul Ambros (3.) Georg Scholz (13.) Albert Loibl (49.) Ernst Trautwein (58.) | 4:4 (2:1, 0:1, 2:2) Spielbericht | DDR Manfred Buder (10.) Bernd Hiller (22.) Dieter Voigt (53.) Joachim Franke (58.) | Eisstadion am Kobelhang, Füssen Zuschauer: 11.000 |

| 8. Dezember 1963 19:00 Uhr | DDR Manfred Buder (23.) Bernd Hiller (24.) Manfred Buder (40.) | 3:4 (0:0, 3:3, 0:1) Spielbericht | BR Deutschland Peter Rohde (26.) Kurt Sepp (28.) Ernst Trautwein (33.) Ernst Trautwein (45.) | Werner-Seelenbinder-Halle, Ost-Berlin Zuschauer: 5.000 (ausverkauft) |

Damit vertrat die bundesdeutsche Auswahl Deutschland beim olympischen Eishockeyturnier.

### Qualifikation Fernost
| 23. November 1963 | Japan | 17:1 (2:0, 9:0, 6:1) | Australien | Tokio |

| 26. November 1963 | Japan | 17:6 (7:3, 6:1, 4:2) | Australien | Tokio |

Damit war Japan für das olympische Eishockeyturnier qualifiziert.

### Europäische Qualifikationen
Neben der innerdeutschen und der fernöstlichen Qualifikation waren drei weitere Qualifikationsbegegnungen unter europäischen Nationen vorgesehen. Während Großbritannien aus finanziellen Gründen gegen Italien nicht antrat und auch Ungarn vom Verzicht Frankreichs profitierte, ist unklar, ob die Spiele zwischen Jugoslawien und Dänemark stattfanden, oder ob auch Dänemark verzichtete. Während Stephan Müller davon ausgeht, dass auch Jugoslawien sich kampflos für die Winterspiele qualifiziert hat, wird im „Offiziellen Bericht“ davon berichtet, dass es Spiele zwischen Jugoslawien und Dänemark gegeben habe, in denen sich die Jugoslawen durchgesetzt hätten. Auch dort werden jedoch keine Spielergebnisse genannt.

## Olympisches Eishockeyturnier

### Ausscheidungsrunde
| 27. Januar 1964 | Kanada | 14:1 (5:1, 6:0, 3:0) | Jugoslawien | Innsbruck |

| 27. Januar 1964 | Schweiz | 5:1 (2:0, 1:0, 2:1) | Norwegen | Innsbruck |

| 28. Januar 1964 | Tschechoslowakei | 17:2 (8:0, 3:2, 6:0) | Japan | Innsbruck |

| 28. Januar 1964 | UdSSR | 19:1 (8:0, 6:0, 5:1) | Ungarn | Innsbruck |

| 28. Januar 1964 | Schweden | 12:2 (4:1, 5:0, 3:1) | Italien | Innsbruck |

| 28. Januar 1964 | USA | 7:2 (1:0, 3:1, 3:1) | Rumänien | Innsbruck |

| 28. Januar 1964 | Deutschland | 2:1 (0:1, 1:0, 1:0) | Polen | Innsbruck |

| 28. Januar 1964 | Österreich | 2:8 (0:3, 1:3, 1:2) | Finnland | Innsbruck |

### Platzierungsrunde (Gruppe B)
| 30. Januar 1964 11:00 Uhr | Polen | 6:1 (2:0, 2:1, 2:0) | Rumänien | Messehalle, Innsbruck |

| 30. Januar 1964 14:00 Uhr | Italien | 6:4 (1:1, 3:2, 2:1) | Ungarn | Messehalle, Innsbruck |

| 30. Januar 1964 15:30 | Österreich | 6:2 (2:0, 2:0, 2:2) | Jugoslawien | Olympia-Eisstadion, Innsbruck |

| 30. Januar 1964 17:00 Uhr | Norwegen | 3:4 (2:0, 1:2, 0:2) | Japan | Messehalle, Innsbruck |

| 31. Januar 1964 14:00 Uhr | Polen | 4:2 (1:0, 1:2, 2:0) | Norwegen | Messehalle, Innsbruck |

| 31. Januar 1964 20:00 Uhr | Japan | 6:4 (1:1, 0:1, 5:2) | Rumänien | Messehalle, Innsbruck |

| 1. Februar 1964 | Österreich | 3:0 (1:0, 0:0, 2:0) | Ungarn | Innsbruck |

| 1. Februar 1964 | Italien | 3:5 (3:1, 0:2, 0:2) | Jugoslawien | Innsbruck |

| 2. Februar 1964 | Norwegen | 9:2 (3:2, 3:0, 3:0) | Italien | Innsbruck |

| 2. Februar 1964 | Rumänien | 5:5 (2:1, 1:3, 2:1) | Jugoslawien | Innsbruck |

| 3. Februar 1964 | Polen | 6:2 (3:1, 2:1, 1:0) | Ungarn | Innsbruck |

| 3. Februar 1964 | Österreich | 5:5 (1:3, 1:1, 3:1) | Japan | Innsbruck |

| 4. Februar 1964 | Japan | 4:6 (1:2, 1:2, 2:2) | Jugoslawien | Innsbruck |

| 5. Februar 1964 | Polen | 7:0 (2:0, 3:0, 2:0) | Italien | Innsbruck |

| 5. Februar 1964 | Österreich | 2:5 (1:0, 1:4, 0:1) | Rumänien | Innsbruck |

| 5. Februar 1964 | Norwegen | 6:1 (3:0, 2:0, 1:1) | Ungarn | Innsbruck |

| 6. Februar 1964 | Österreich | 5:3 (1:1, 1:1, 3:1) | Italien | Innsbruck |

| 6. Februar 1964 | Jugoslawien | 4:2 (2:2, 1:0, 1:0) | Ungarn | Innsbruck |

| 6. Februar 1964 | Polen | 3:4 (0:0, 1:1, 2:3) | Japan | Innsbruck |

| 6. Februar 1964 | Norwegen | 4:2 (1:0, 1:2, 2:0) | Rumänien | Innsbruck |

| 8. Februar 1964 | Österreich | 2:8 (0:2, 1:3, 1:3) | Norwegen | Innsbruck |

| 8. Februar 1964 | Polen | 9:3 (4:2, 4:1, 1:0) | Jugoslawien | Innsbruck |

| 8. Februar 1964 | Rumänien | 6:2 (1:1, 3:0, 2:1) | Italien | Innsbruck |

| 8. Februar 1964 | Japan | 6:2 (1:1, 1:1, 4:0) | Ungarn | Innsbruck |

| 9. Februar 1964 | Österreich | 1:5 (0:2, 0:1, 1:2) | Polen | Innsbruck |

| 9. Februar 1964 | Rumänien | 8:3 (3:2, 3:1, 2:0) | Ungarn | Innsbruck |

| 9. Februar 1964 | Norwegen | 8:4 (4:2, 1:2, 3:0) | Jugoslawien | Innsbruck |

| 9. Februar 1964 | Japan | 6:8 (1:1, 1:3, 4:4) | Italien | Innsbruck |

#### Abschlusstabelle
| Pl | Mannschaft  | Sp | S | U | N | Tore  | Diff | Pkt.  |
| -- | ----------- | -- | - | - | - | ----- | ---- | ----- |
| 1  | Polen       | 7  | 6 | 0 | 1 | 40:13 | +27  | 12: 2 |
| 2  | Norwegen    | 7  | 5 | 0 | 2 | 40:19 | +21  | 10: 4 |
| 3  | Japan       | 7  | 4 | 1 | 2 | 35:31 | + 4  | 9: 5  |
| 4  | Rumänien    | 7  | 3 | 1 | 3 | 31:28 | + 3  | 7: 7  |
| 5  | Österreich  | 7  | 3 | 1 | 3 | 24:28 | - 4  | 7: 7  |
| 6  | Jugoslawien | 7  | 3 | 1 | 3 | 29:37 | - 8  | 7: 7  |
| 7  | Italien     | 7  | 2 | 0 | 5 | 24:42 | -18  | 4:10  |
| 8  | Ungarn      | 7  | 0 | 0 | 7 | 14:39 | -25  | 0:14  |

### Finalrunde (Gruppe A)
| 29. Januar 1964 13:30 Uhr | UdSSR A. Firsow (8.) W. Jakuschew (25.) | 5:1 (1:0, 3:0, 1:1) | USA Westby (45.) | Olympia-Eisstadion, Innsbruck |

| 29. Januar 1964 16:00 Uhr | Tschechoslowakei | 11:1 (3:0, 4:0, 4:1) | Deutschland | Olympia-Eisstadion, Innsbruck |

| 29. Januar 1964 17:00 Uhr | Kanada | 8:0 (1:0, 5:0, 2:0) | Schweiz | Messehalle, Innsbruck |

| 30. Januar 1964 21:00 Uhr | Finnland | 4:0 (0:0, 3:0, 1:0) | Schweiz | Olympia-Eisstadion, Innsbruck |

| 30. Januar 1964 | Schweden | 1:3 (0:1, 1:1, 0:1) | Kanada | Innsbruck |

| 31. Januar 1964 | USA | 8:0 (0:0, 2:0, 6:0) | Deutschland | Innsbruck |

| 31. Januar 1964 | UdSSR | 7:5 (4:0, 1:3, 2:2) | Tschechoslowakei | Innsbruck |

| 1. Februar 1964 | Tschechoslowakei | 4:0 (1:0, 2:0, 1:0) | Finnland | Innsbruck |

| 1. Februar 1964 | UdSSR | 15:0 (7:0, 3:0, 5:0) | Schweiz | Innsbruck |

| 1. Februar 1964 | Schweden | 7:4 (1:3, 3:0, 3:1) | USA | Innsbruck |

| 2. Februar 1964 | Kanada | 4:2 (2:1, 0:0, 2:1) | Deutschland | Innsbruck |

| 2. Februar 1964 | Schweden | 7:0 (1:0, 4:0, 2:0) | Finnland | Innsbruck |

| 3. Februar 1964 | Kanada | 8:6 (1:3, 6:0, 1:3) | USA | Innsbruck |

| 4. Februar 1964 | UdSSR | 10:0 (2:0, 4:0, 4:0) | Finnland | Innsbruck |

| 4. Februar 1964 | Tschechoslowakei | 5:1 (0:1, 2:0, 3:0) | Schweiz | Innsbruck |

| 4. Februar 1964 | Schweden | 10:2 (2:1, 4:1, 4:0) | Deutschland | Innsbruck |

| 5. Februar 1964 | Kanada | 6:2 (2:1, 3:0, 1:1) | Finnland | Innsbruck |

| 5. Februar 1964 | UdSSR | 10:0 (2:0, 5:0, 3:0) | Deutschland | Innsbruck |

| 5. Februar 1964 | Schweden | 12:0 (3:0, 5:0, 4:0) | Schweiz | Innsbruck |

| 5. Februar 1964 | Tschechoslowakei | 7:1 (0:0, 2:0, 5:1) | USA | Innsbruck |

| 7. Februar 1964 | Deutschland | 6:5 (2:3, 0:1, 4:1) | Schweiz | Innsbruck |

| 7. Februar 1964 | USA | 2:3 (0:2, 1:1, 1:0) | Finnland | Innsbruck |

| 7. Februar 1964 | UdSSR | 4:2 (1:1, 1:0, 2:1) | Schweden | Innsbruck |

| 7. Februar 1964 | Tschechoslowakei | 3:1 (0:0, 0:1, 3:0) | Kanada | Innsbruck |

| 8. Februar 1964 | Finnland | 1:2 (0:0, 1:1, 0:1) | Deutschland | Innsbruck |

| 8. Februar 1964 | USA | 7:3 (3:2, 2:0, 2:1) | Schweiz | Innsbruck |

| 8. Februar 1964 | UdSSR | 3:2 (0:1, 2:1, 1:0) | Kanada | Innsbruck |

| 8. Februar 1964 | Schweden | 8:3 (3:1, 3:1, 2:1) | Tschechoslowakei | Innsbruck |

#### Abschlusstabelle
| Pl | Mannschaft         | Sp | S | U | N | Tore  | Diff | Pkt.  |
| -- | ------------------ | -- | - | - | - | ----- | ---- | ----- |
| 1  | Sowjetunion        | 7  | 7 | 0 | 0 | 54:10 | +44  | 14:0  |
| 2  | Schweden           | 7  | 5 | 0 | 2 | 47:16 | +31  | 10:41 |
| 3  | Tschechoslowakei   | 7  | 5 | 0 | 2 | 38:19 | +19  | 10:41 |
| 4  | Kanada             | 7  | 5 | 0 | 2 | 32:17 | +15  | 10:41 |
| 5  | Vereinigte Staaten | 7  | 2 | 0 | 5 | 29:33 | - 4  | 4:10  |
| 6  | Finnland           | 7  | 2 | 0 | 5 | 10:31 | -21  | 4:10  |
| 7  | Deutschland        | 7  | 2 | 0 | 5 | 13:49 | -36  | 4:10  |
| 8  | Schweiz            | 7  | 0 | 0 | 7 | 9:57  | -48  | 0:14  |

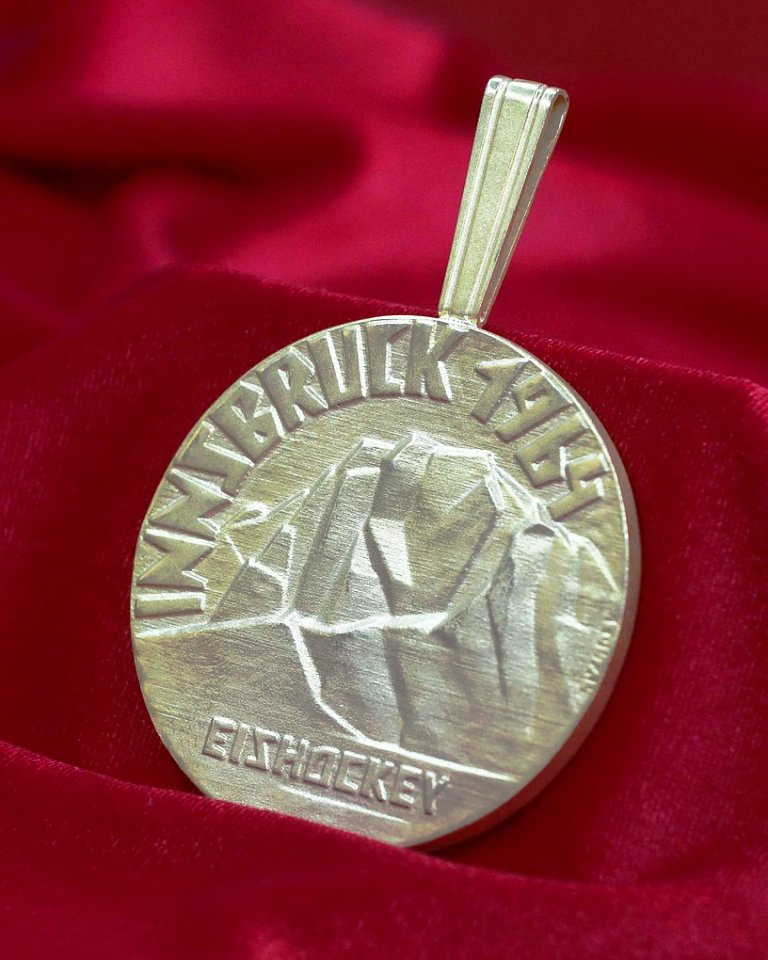
Goldmedaille der Olympischen Winterspiele 1964

1 Die Platzierung richtete sich nach den olympischen Regeln, nach denen alle im Turnier erzielten Tore in die Bewertung einfließen. Nach den (Weltmeisterschafts-)Regeln der IIHF, nach denen nur die Tore der Mannschaften mit gleichen Punkten zählten, hätte Kanada Bronze gewonnen. Eine getrennte Vergabe von WM- und Olympiamedaillen wurde von der IIHF abgelehnt.

### Beste Scorer
Abkürzungen:  Sp = Spiele, T = Tore, V = Assists, Pkt = Punkte, SM = Strafminuten; Fett:  Turnierbestwert
| Spieler                  | Team             | Sp | T | V | Pkt | SM |
| ------------------------ | ---------------- | -- | - | - | --- | -- |
| Sven Johansson           | Schweden         | 7  | 8 | 3 | 11  | 0  |
| Ulf Sterner              | Schweden         | 7  | 6 | 5 | 11  | 0  |
| Jiří Dolana              | Tschechoslowakei | 7  | 7 | 3 | 10  | 0  |
| Wjatscheslaw Starschinow | UdSSR            | 7  | 7 | 3 | 10  | 6  |
| Wiktor Jakuschew         | UdSSR            | 7  | 7 | 3 | 10  | 0  |
| Boris Majorow            | UdSSR            | 6  | 7 | 3 | 10  | 0  |
| Josef Černý              | Tschechoslowakei | 7  | 5 | 5 | 10  | 2  |
| Konstantin Loktew        | UdSSR            | 7  | 4 | 6 | 10  | 8  |
| Anders Andersson         | Schweden         | 7  | 7 | 2 | 9   | 8  |
| Gary Dineen              | Kanada           | 7  | 3 | 6 | 9   | 10 |
| Brian Conacher           | Kanada           | 7  | 7 | 1 | 8   | 6  |
| Uno Öhrlund              | Schweden         | 6  | 7 | 1 | 8   | 2  |
| Bob Forhan               | Kanada           | 7  | 7 | 0 | 7   | 0  |
| Weniamin Alexandrow      | UdSSR            | 7  | 4 | 3 | 7   | 7  |
| Anatoli Firsow           | UdSSR            | 7  | 4 | 3 | 7   | 2  |

### Auszeichnungen
Spielertrophäen
| Auszeichnung       | Spieler         |
| ------------------ | --------------- |
| Bester Torhüter    | Seth Martin     |
| Bester Verteidiger | František Tikal |
| Bester Stürmer     | Eduard Iwanow   |

Zunächst wurde Boris Majorow als bester Stürmer ausgewählt, das sowjetische Trainerteam entschied sich jedoch für Iwanow, obwohl dieser Verteidiger war
All-Star-Team
| Angriff:      | Wiktor Jakuschew – Roger Bourbonnais – Josef Černý |
| Verteidigung: | Rod Seiling – Alexander Ragulin                    |
| Tor:          | Seth Martin                                        |

## Abschlussplatzierung Kader der Mannschaften
| Platzierung    | Mannschaft       | Spieler |
| -------------- | ---------------- | --- |
| Goldmedaille   | UdSSR            | Weniamin Alexandrow, Alexander Almetow, Witali Dawydow, Anatoli Firsow, Eduard Iwanow, Wiktor Jakuschew, Wiktor Konowalenko, Wiktor Kuskin, Konstantin Loktew, Boris Majorow, Jewgeni Majorow, Stanislaw Petuchow, Alexander Ragulin, Boris Saizew, Oleg Saizew, Wjatscheslaw Starschinow, Leonid Wolkow Trainerstab: Arkadi Tschernyschow, Anatoli Tarassow |
| Silbermedaille | Schweden         | Anders Andersson, Gert Blomé, Lennart Häggroth, Lennart Johansson, Nils Johansson, Sven Johansson, Lars-Eric Lundvall, Eilert Määttä, Hans Mild, Nils Nilsson, Bert-Ola Nordlander, Ronald Pettersson, Ulf Sterner, Roland Stoltz, Kjell Svensson, Carl-Göran Öberg, Uno Öhrlund Trainerstab:: Arne Strömberg, Pelle Bergström                               |
| Bronzemedaille | Tschechoslowakei | Vlastimil Bubník, Josef Černý, Jiří Dolana, Vladimír Dzurilla, Jozef Golonka, František Gregor, Jiří Holík, Jaroslav Jiřík, Jan Klapáč, Vladimír Nadrchal, Rudolf Potsch, Stanislav Prýl, Ladislav Šmíd, Stanislav Sventek, František Tikal, Miroslav Vlach, Jaroslav Walter Trainerstab:: Jiří Anton, Vladimír Kostka                                       |
| 4.             | Kanada           | Henry Akervall, Gary Begg, Roger Bourbonnais, Kenneth Broderick, Ray Cadieux, Terry Clancy, Brian Conacher, Paul Conlin, Gary Dineen, Robert Forhan, Marshall Johnston, Seth Martin, Barry MacKenzie, Terry O’Malley, Rod Seiling, George Swarbrick |
| 5.             | USA              | Dan Dilworth, Dates Fryberger, David Brooks, Don Ross, Bill Reichart, Gary Schmalzbauer, Herb Brooks, Jim Westby, Pat Rupp, Paul Coppo, Paul Johnson, Roger Christian, Jake McCoy, Red Martin, Tom Yurkovich, Wayne Meredith, Bill Christian |
| 6.             | Finnland         | Raimo Kilpiö, Juhani Lahtinen, Rauno Lehtiö, Esko Luostarinen, Ilkka Mesikämmen, Seppo Nikkilä, Kalevi Numminen, Lasse Oksanen, Jorma Peltonen, Heino Pulli, Matti Reunamäki, Jouni Seistamo, Jorma Suokko, Juhani Wahlsten, Jarmo Wasama, Esko Kaonpää |
| 7.             | Deutschland      | Paul Ambros, Bernd Herzig, Michael Hobelsberger, Ernst Köpf senior, Albert Loibl, Sepp Reif, Otto Schneitberger, Georg Scholz, Siegfried Schubert, Peter Schwimmbeck, Ernst Trautwein, Leonhard Waitl, Helmut Zanghellini, Kurt Sepp, Ulli Jansen, Horst Schuldes, Sylvester Wackerle Trainerstab:: Markus Egen, Engelbert Holderied, Xaver Unsinn           |
| 8.             | Schweiz          | Franz Berry, Roger Chappot, Rolf Diethelm, Elwyn Friedrich, Gaston Furrer, Oskar Jenny, René Kiener, Pio Parolini, Kurt Pfammatter, Gérald Rigolet, Max Rüegg, Walter Salzmann, Herold Truffer, Peter Wespi, Otto Wittwer, Jürg Zimmermann, Peter Stammbach Trainer: Hervé Lalonde                                                                           |
| 9.             | Polen            | Andrzej Fonfara, Bronisław Gosztyła, Henryk Handy, Tadeusz Kilanowicz, Józef Kurek, Gerard Langner, Józef Manowski, Jerzy Ogórczyk, Stanisław Olczyk, Władysław Pabisz, Hubert Sitko, Augustyn Skórski, Józef Stefaniak, Andrzej Szal, Sylwester Wilczek, Józef Wiśniewski, Andrzej Żurawski                                                                 |
| 10.            | Norwegen         | Egil Bjerklund, Olav Dalsøren, Bjørn Elvenes, Erik Fjeldstad, Tor Gundersen, Jan Erik Hansen, Svein Norman Hansen, Einar Bruno Larsen, Thor-Erik Lundby, Thor Martinsen, Øystein Mellerud, Kåre Østensen, Per Skjerwen Olsen, Christian Petersen, Georg Smefjell, Jan Roar Thoresen                                                                          |
| 11.            | Japan            | Shinichi Honma, Toshiei Honma, Hidenori Inatsu, Atsuo Irie, Koji Iwamoto, Kimio Kazahari, Isao Kawabuchi, Kimihisa Kudo, Hiroyuki Matsuura, Katsuji Morishima, Minoru Nakano, Jiro Ogawa, Isao Ono, Masahiro Sato, Shigeru Shimada, Mamoru Takashima, Masami Tanabu                                                                                          |
| 12.            | Rumänien         | Nicolae Andrei, Anton Biró, Anton Crișan, Zoltan Czaka, Ion Ferenz, Iulian Florescu, Andrei Ioanovici, Ștefan Ionescu, Alexandru Calamar, Dan Mihăilescu, Adalbert Naghi, Eduard Pană, Iosef Sofian, Geza Szabo, Iuliu Szabo, Ion Țiriac, Dezideriu Varga Trainerstab: Mihai Flamaropol, Ladislav Horský                                                     |
| 13.            | Österreich       | Adolf Bachura, Horst Kakl, Dieter Kalt senior, Christian Kirchberger, Hermann Knoll, Eduard Mössmer, Tassilo Neuwirth, Alfred Püls, Sepp Puschnig, Erich Romauch, Fritz Spielmann, Adelbert St. John, Gustav Tischer, Friedrich Turek, Fritz Wechselberger, Erich Winkler, Walter Znenahlik Trainer: Zdeněk Ujčík                                            |
| 14.            | Jugoslawien      | Aleksandar Anđelić, Miroljub Ðorđević, Albin Felc, Anton Jože Gale, Mirko Holbus, Jože Bogomir Jan, Ivo Jan senior, Marijan Kristan, Miran Krmelj, Igor Radin, Ivo Ratej, Viktor Ravnik, Boris Renaud, Rašid Šemšedinović, Franc Smolej, Viktor Tišler, Vinko Valentar Trainer: Václav Bubník                                                                |
| 15.            | Italien          | Giancarlo Agazzi, Isidoro Alverà, Enrico Bacher, Enrico Benedetti, Vittorio Bolla, Giampiero Branduardi, Alberto Da Rin, Gianfranco Da Rin, Bruno Frison, Roberto Gamper, Bruno Ghedina, Ivo Ghezze, Francesco Macchietto, Giovanni Mastel, Giulio Oberhammer, Edmondo Rabanser, Giulio Verocai Trainer: Aldo Federici                                       |
| 16.            | Ungarn           | József Babán, Árpád Bánkuti, János Beszteri, Péter Bikár, Gábor Boróczi, László Jakabházy, József Kertész, Lajos Koutny, Ferenc Lőrincz, György Losonczi, Károly Orosz, György Raffa, György Rozgonyi, Béla Schwalm, Mátyás Vedres, János Ziegler, Viktor Zsitva Trainer: Vladimír Komínek                                                                   |

Die Abschlussplatzierung des olympischen Eishockeyturniers stellt zugleich die Abschlussplatzierung der 31. Eishockey-Weltmeisterschaft dar.
Eishockey-Weltmeister 1964

 UdSSR
Zur Ermittlung der Abschlussplatzierung der 42. Europameisterschaft wurde das Tableau des olympischen Eishockeyturniers von den nichteuropäischen Teams bereinigt. An der Medaillenvergabe änderte sich nichts.
Eishockey-Europameister 1964

 UdSSR